# Alexandra Erhart
Alexandra Nawel Julie Erhart, née le 12 mai 1994, est une joueuse marocaine de volley-ball et de beach-volley évoluant au poste de passeur. Elle possède aussi la nationalité française.

## Carrière
Elle joue de 2007 à 2008 au Stade toulousain, puis de 2009 à 2012 au CREPS de Bordeaux. Elle est de 2009 à 2012 une joueuse du Muret Volley-ball avant de partir étudier au Canada puis aux États-Unis, évoluant de 2012 à 2015 aux Vert & Or de Sherbrooke et de 2015 à 2017 aux Lady Pirates de Hampton. Elle retourne ensuite en France, jouant en première division à Saint-Raphaël de 2017 à 2018, puis rejoignant le Stella Étoile sportive Calais en 2018. Elle rejoint le Rennes EC en 2019.
Sur la scène internationale avec l'équipe du Maroc féminine de volley-ball, elle dispute le Championnat d'Afrique féminin de volley-ball 2015 et le Championnat d'Afrique féminin de volley-ball 2019, terminant à la sixième place lors des deux éditions.
Elle remporte la médaille de bronze des Jeux africains de 2019.
Elle dispute le Championnat d'Afrique féminin de volley-ball 2021, terminant à la 3e place ; elle remporte le prix de la meilleure passeuse à l'issue de la compétition.